# رایسا اسمتانینا
رایسا اسمتانینا (متولد ۲۹ فوریه ۱۹۵۲) ورزشکار زن رشتهٔ اسکی صحرانوردی اهل کشور اتحاد جماهیر شوروی است. وی در بین سال‌های ‎۱۹۷۶ تا ۱۹۹۲ میلادی در مسابقات بازی‌های المپیک زمستانی در مجموع ۱۰ مدال، شامل ۴ مدال طلا و ۵ نقره و ۱ برنز را کسب کرد.